# Hay River (Großer Sklavensee)
Der Hay River ist ein 702 km langer Fluss in Kanada.

## Flusslauf
Er entspringt im Nordwesten von Alberta und fließt von dort zunächst Richtung Nordwesten nach British Columbia. Nach einigen Kilometern führt sein Verlauf dann wieder in östliche Richtung zurück nach Alberta. Bei Meander River ändert er seinen Weg in nördliche Richtung und mündet schließlich beim gleichnamigen Ort Hay River in den Großen Sklavensee. Der Fluss hat ein Einzugsgebiet von 48.200 km² und bildet unter anderem den Rainbow Lake.
Am Hay River gibt es mehrere kleine Orte, wie Rainbow Lake, Steen River und Enterprise.
Kurz vor der Einmündung in den Großen Sklavensee passiert der Fluss bei Enterprise den Twin Falls Gorge Territorial Park. Hier fällt er an den Alexandra Falls und den Louise Falls um 33 Meter bzw. 15 Meter.

## Nebenflüsse
Nebenflüsse des Hay River sind:
- Chinchaga River
- Meander River
- Steen River
- Melvin River
- Little Hay River

## Siedlungen am Flusslauf
- Hay River
- Rainbow Lake
- Steen River
- Enterprise
- Indian Cabins